# Diocesi di Mangalore
La diocesi di Mangalore (in latino Dioecesis Mangalorensis) è una sede della Chiesa cattolica in India suffraganea dell'arcidiocesi di Bangalore. Nel 2023 contava 254.580 battezzati su 2.317.826 abitanti. È retta dal vescovo Peter Paul Saldanha.

## Territorio
La diocesi comprende i distretti indiani di Kannada Meridionale nello stato di Karnataka e di Kasaragod nello stato del Kerala.
Sede vescovile è la città di Mangalore, dove si trova la cattedrale di Nostra Signora del Santo Rosario.
Il territorio è suddiviso in 123 parrocchie.

## Storia
Il vicariato apostolico di Canara fu eretto nel 1674, ricavandone il territorio dall'arcidiocesi di Goa e cessò di esistere nel 1700, quando il suo territorio ritornò sotto la giurisdizione degli arcivescovi di Goa.
Un pro-vicariato di Mangalore, dipendente dai vicari apostolici di Verapoly (oggi arcidiocesi), fu istituito il 12 marzo 1845.
Il pro-vicariato divenne un vicariato apostolico pleno iure il 15 marzo 1853 con il breve Ex debito di papa Pio IX.
Il 1º settembre 1886 il vicariato apostolico è stato elevato a diocesi con la bolla Humanae salutis di papa Leone XIII. Il 7 giugno dell'anno successivo, con il breve Post initam, la diocesi entrò a far parte della provincia ecclesiastica dell'arcidiocesi di Pondicherry.
Il 2 ottobre 1893 divenne suffraganea dell'arcidiocesi di Bombay.
Il 12 giugno 1923 ha ceduto una porzione del suo territorio a vantaggio dell'erezione della diocesi di Calicut (oggi arcidiocesi), a cui ha ceduto un'altra porzione di territorio il 12 gennaio 1960.
Il 19 settembre 1953 è entrata a far parte della provincia ecclesiastica dell'arcidiocesi di Bangalore.
Il 29 aprile 1955 ha ceduto la giurisdizione sui fedeli di rito siriaco orientale residenti nel proprio territorio all'eparchia di Tellicherry.
Il 16 luglio 2012 ha ceduto una porzione di territorio a vantaggio dell'erezione della diocesi di Udupi.

## Cronotassi dei vescovi
Si omettono i periodi di sede vacante non superiori ai 2 anni o non storicamente accertati.
- Thomas de Castro, C.R. † (30 agosto 1674 - 16 luglio 1684 deceduto)
  - Sede soppressa (1700-1845)
- Bernardino di Sant'Agnese, O.C.D. † (12 maggio 1845 - 15 marzo 1853 dimesso)
- Michele Antonio Anfossi, O.C.D. † (15 marzo 1853 - 1870 dimesso)
- Maria Efrem Garrelon, O.C.D. † (3 giugno 1870 - 11 aprile 1873 deceduto)
  - Sede vacante (1873-1885)
- Nicola Maria Pagani, S.I. † (21 febbraio 1885 - 30 aprile 1895 deceduto)
- Abbondio Cavadini, S.I. † (26 novembre 1895 - 26 marzo 1910 deceduto)
- Paolo Carlo Perini, S.I. † (17 agosto 1910 - 12 giugno 1923 nominato vescovo di Calicut)
  - Sede vacante (1923-1928)
- Valeriano Giuseppe de Souza † (14 gennaio 1928 - 14 agosto 1930 deceduto)
- Vittore Rosario Fernandes † (6 maggio 1931 - 4 gennaio 1955 deceduto)
- Basil Salvador Theodore Peres † (4 gennaio 1955 succeduto - 24 aprile 1958 deceduto)
- Raymond D'Mello † (5 febbraio 1959 - 21 aprile 1964 nominato vescovo di Allahabad)
- Basil Salvadore D'Souza † (22 marzo 1965 - 5 settembre 1996 deceduto)
- Aloysius Paul D'Souza (8 novembre 1996 - 3 luglio 2018 ritirato)
- Peter Paul Saldanha, dal 3 luglio 2018

## Statistiche
La diocesi nel 2023 su una popolazione di 2.317.826 persone contava 254.580 battezzati, corrispondenti all'11,0% del totale.
| anno | popolazione | popolazione | popolazione | presbiteri | presbiteri | presbiteri | presbiteri                | diaconi | religiosi | religiosi | parrocchie |
| anno | battezzati  | totale      | %           | numero     | secolari   | regolari   | battezzati per presbitero | diaconi | uomini    | donne     | parrocchie |
| ---- | ----------- | ----------- | ----------- | ---------- | ---------- | ---------- | ------------------------- | ------- | --------- | --------- | ---------- |
| 1950 | 169.371     | 1.986.110   | 8,5         | 219        | 175        | 44         | 773                       |         | 74        | 551       | 82         |
| 1970 | 216.084     | 2.069.032   | 10,4        | 257        | 200        | 57         | 840                       |         | 92        | 948       | 120        |
| 1980 | 248.950     | 2.308.122   | 10,8        | 273        | 206        | 67         | 911                       |         | 105       | 1.239     | 127        |
| 1990 | 309.045     | 2.777.910   | 11,1        | 319        | 230        | 89         | 968                       |         | 115       | 1.375     | 133        |
| 1999 | 357.280     | 3.967.360   | 9,0         | 343        | 257        | 86         | 1.041                     |         | 104       | 1.575     | 145        |
| 2000 | 360.853     | 4.044.707   | 8,9         | 334        | 249        | 85         | 1.080                     |         | 100       | 1.595     | 147        |
| 2001 | 364.462     | 4.125.601   | 8,8         | 345        | 255        | 90         | 1.056                     |         | 105       | 1.615     | 149        |
| 2002 | 368.110     | 4.208.113   | 8,7         | 363        | 252        | 111        | 1.014                     |         | 132       | 1.785     | 150        |
| 2003 | 350.000     | 3.879.482   | 9,0         | 361        | 275        | 86         | 969                       |         | 112       | 1.632     | 150        |
| 2004 | 350.000     | 3.957.071   | 8,8         | 406        | 287        | 119        | 862                       |         | 142       | 1.633     | 154        |
| 2011 | 373.492     | 4.432.800   | 8,4         | 498        | 333        | 165        | 749                       |         | 175       | 1.714     | 158        |
| 2012 | 267.343     | 2.978.560   | 8,9         | 412        | 275        | 137        | 648                       |         | 147       | 1.489     | 112        |
| 2013 | 264.213     | 2.974.235   | 8,9         | 400        | 298        | 102        | 660                       |         | 351       | 1.404     | 113        |
| 2016 | 259.600     | 3.091.000   | 8,4         | 374        | 254        | 120        | 694                       |         | 293       | 1.466     | 116        |
| 2019 | 243.520     | 2.215.635   | 11,0        | 386        | 250        | 136        | 630                       |         | 209       | 1.499     | 122        |
| 2021 | 255.210     | 2.322.500   | 11,0        | 396        | 250        | 146        | 644                       |         | 207       | 1.580     | 122        |
| 2023 | 254.580     | 2.317.826   | 11,0        | 387        | 246        | 141        | 657                       |         | 190       | 1.512     | 123        |